# Curel-Autigny
Curel-Autigny  est une commune française qui a existé en Haute-Marne de 1972 à 1985.
Créée le 1er octobre 1972 par la fusion des communes de Curel et d'Autigny-le-Petit, le rétablissement de ces dernières, le 1er janvier 1985, s'est accompagné de sa suppression.